# Paul Klee
Paul Klee (født 18. december 1879 i Münchenbuchsee, Bern, Schweiz, død 29. juni 1940 i Muralto, Ticino, Schweiz) var en tysk-schweizisk kunstner og kunstteoretiker.
Paul Klee blev født ind i en musikalsk familie i Münchenbuchsee ved Bern. Hans mor var fra Schweiz, men i henhold til schweizisk lov fik han farens tyske borgerskab. Som barn gik han til violin og var livet igennem en talentfuld  violinist. 
Han brugte tid på at bestemme sig, før han valgte at blive malekunstner. Han kom til München i 1898/99 og studerede frem til 1902, blandt andet ved at gøre en studierejse til Italien, hvor han studerede værker af Leonardo da Vinci, Michelangelo, Pinturicchio (freskerne i Vatikanet) og Boticelli. Han noterede sig også Hans von Marées' fresker på akvariet i Napoli og de søvæsner, man kunne se der.
Selv om han befandt sig på steder, hvor andre samtidige kunstnergrupper var aktive, var han ikke i kontakt med dem. Han havde viden om dem, og hvad de lavede, men holdt sig til at lade sig påvirke af de værker, han så, (inklusive Blake, Goya, og Corot ifølge kunsthistorikeren Will Grohmann). Han drog tilbage til Bern, og udformede sin kunstneriske platform i ord. Han ville stille sig som en nyfødt til verden og udforme noget ganske beskedent, som ikke skulle byde blyanten på nogen tekniske problemer. Det regnede han med at ville optage resten af hans liv. Det er ingen tilfældighed, at hans arbejder ligner ting, et barn næsten kunne have lavet.
I 1906 slog han sig ned i München. Han blev nu kendt med flere andre kunstnere i miljøet omkring tidsskriftet og udstillingssamarbejdet Blaue Reiter. Han så særligt på Wassily Kandinsky og Franz Marc, der var inde på samme kunstneriske spor som han selv, og bidrog med lidt artikelstof. Hans oversættelse af Robert Delaunays afhandling ”Om lys” blev trykt i bladet Der Sturm i 1913. Fra og med 1911 begyndte han at lave nummererede lister over alle kunstværker, inklusive skitser. Da han døde, var der over 9.000 påtegninger.
Han rejste til Tunis sammen med August Macke og Louis Moilliet i 1914. Hans oplevelse af lyset der fik ham til at skrive: Farven har fået taget på mig. Jeg behøver ikke længere at jage efter den. – - Farven og jeg er et. Jeg er maler.
Den første verdenskrig bragte med sig dårlige nyheder. Han måtte selv gøre tjeneste som maler ved flyvevåbnet, mens både August Macke og Franz Marc blev dræbt. Bedre var det at han blev inviteret af Walter Gropius til en lærerstilling ved Bauhaus i 1920. Han blev i Weimar til 1931. I den tiden blev han nødt til at formulere klarere det han stod for. Hans tre værker fra denne tiden regnes blandt de vigtigste fra denne perioden når det gælder at forstå kunstens natur, og hvordan en kunstner fungerer. De blev først formuleret som forelæsninger, og for de to sidstes vedkommende, udgivet posthumt.
Han blev lærer på Düsseldorf kunstakademi fra 1931 og til nazisterne rensede ud Entartete Kunst efter magtovertagelsen i 1933. Han blev i tillæg forfulgt personlig til han drog til Schweiz, hvor han døde få måneder før han blev givet statsborgerskab i 1940.
Klee arbejdede med de fleste medier, som oliefarver, akvarel, blyant, tusch, forskellige trykmetoder – og kombinationer af disse. Han holdt sin egen stil, som eksperterne fortsatte finder vanskelig at placere. Han er blevet kaldt ekspressionist, kubist, surrealist men også naivist.

## Klees afhandlinger
- Pëdagogisches Skizzenbuch, München 1925 (findes i engelsk/US udgave 1953)
- Über die moderne Kunst,Bern 1945 (eng. 1947)
- Das bildnerische Denken Basel/Stuttgart 1956, London 1959

## Galleri
- Paul Klee, "Frau im Sonntagsstaat 1928", oliemaleri, 1928
- Paul Klee, Sprællemand, 1919, Solomon R. Guggenheim Museum
- Der Goldfisch (Guldfisken), 1925
- Was fehlt ihm? (Hvad mangler han?), 1930
- Revolution des Viadukts (Revolution af viadukten), 1937
- Hånddukke uden titel (selvportræt), 1922